# Slovany (Slowakije)
Slovany is een Slowaakse gemeente in de regio Žilina, en maakt deel uit van het district Martin.
Trnovo telt 420 inwoners.